# Rezerwat przyrody Wąwóz Lipa
Rezerwat przyrody Wąwóz Lipa – leśny rezerwat przyrody w południowo-zachodniej Polsce, w woj. dolnośląskim, w powiecie jaworskim, w gminach Paszowice i Bolków.

## Opis rezerwatu
Rezerwat został utworzony 12 listopada 1996 roku na powierzchni 54,70 ha. Rozporządzeniem Wojewody Dolnośląskiego z 14 lutego 2002 r. powiększono istniejący rezerwat przyrody do powierzchni 101,00 ha. Celem ochrony jest „zachowanie ze względów naukowych, dydaktycznych i krajobrazowych naturalnych lasów oraz zbiorowisk roślin naskalnych wraz z różnymi typami pomnikowych głazów narzutowych”.
Obszar chroniony znajduje się we wschodniej części Pogórza Kaczawskiego, u podnóża wschodniej części Gór Kaczawskich w Sudetach, w południowej części Parku Krajobrazowego „Chełmy”, ok. 2,2 km na północny wschód od miejscowości Lipa. Obejmuje fragment południowo-wschodniej części Wąwozu Lipa oraz część doliny potoku Rogoziny i Nysy Małej.
Wąwóz położony jest na wysokości ok. 400 m n.p.m. i zbudowany jest ze skał kompleksu zieleńcowego – zieleńców, łupków zieleńcowych oraz diabazów. Wyróżniają się zwłaszcza rzadko spotykane formy tych skał – tzw. lawy poduszkowe, powstałe w wyniku erupcji podmorskich w starszym paleozoiku. W środkowej części wąwozu występują liczne wychodnie tworzące strome ściany skalne do wysokości 12 m.
Interesujące są tu ślady różnorodnych ruchów masowych (obrywy, osuwiska). W górnym odcinku wąwozu występują liczne eratyki skał skandynawskich oraz pseudoeratryki z Pogórza Kaczawskiego i Przedgórza Sudeckiego.
Wielkim walorem rezerwatu są naturalne zespoły leśne, do których należą:
1. grąd zboczowy (las klonowo-lipowy) w skalnym wąwozie, ze starymi okazami drzew i bogatym runem, w którym rosną takie chronione rośliny jak: gnieźnik leśny, kruszczyk szerokolistny, paprotnik kolczysty, wyka leśna
2. kwaśne dąbrowy z wieloma gatunkami chronionymi m.in. buławnik mieczolistny, jarząb brekinia, naparstnica zwyczajna, ukwap dwupienny
3. łęg wiązowo-jesionowy, w którym rośnie aż 9 gatunków chronionych, m.in. kozłek bzowy, kruszczyk szerokolistny, śnieżyczka przebiśnieg

Innym walorem rezerwatu jest roślinność naskalna reprezentowana przez zespoły paproci szczelinowych (z paprotką zwyczajną, paprotnicą kruchą i zanokcicami) oraz murawy piaskowe (z kostrzewą bladą, rojnikiem pospolitym, perłówką orzęsioną). Wczesną wiosną w runie łęgowym występuje masowy zakwit wczesnowiosennych geofitów, m.in. śnieżycy wiosennej, kokoryczy pustej i pierwiosnka lekarskiego. Wąwóz Lipa posiada jedno z największych stanowisk śnieżycy w parku. Cała flora rezerwatu liczy 274 gatunki roślin naczyniowych, w tym aż 22 to rośliny chronione Polsce, w tym m.in. perłówka siedmiogrodzka, mająca tutaj jedyne stanowisko w zachodniej części kraju.
Najcenniejszym elementem fauny obszaru rezerwatu jest duża populacja salamandry plamistej, która szczególnie licznie występuje w skalnej części wąwozu, gdzie odbywa gody w płynącym tam potoku.
Rezerwat leży na gruntach Skarbu Państwa w zarządzie Nadleśnictwa Jawor. Nadzór sprawuje Regionalny Konserwator Przyrody we Wrocławiu.

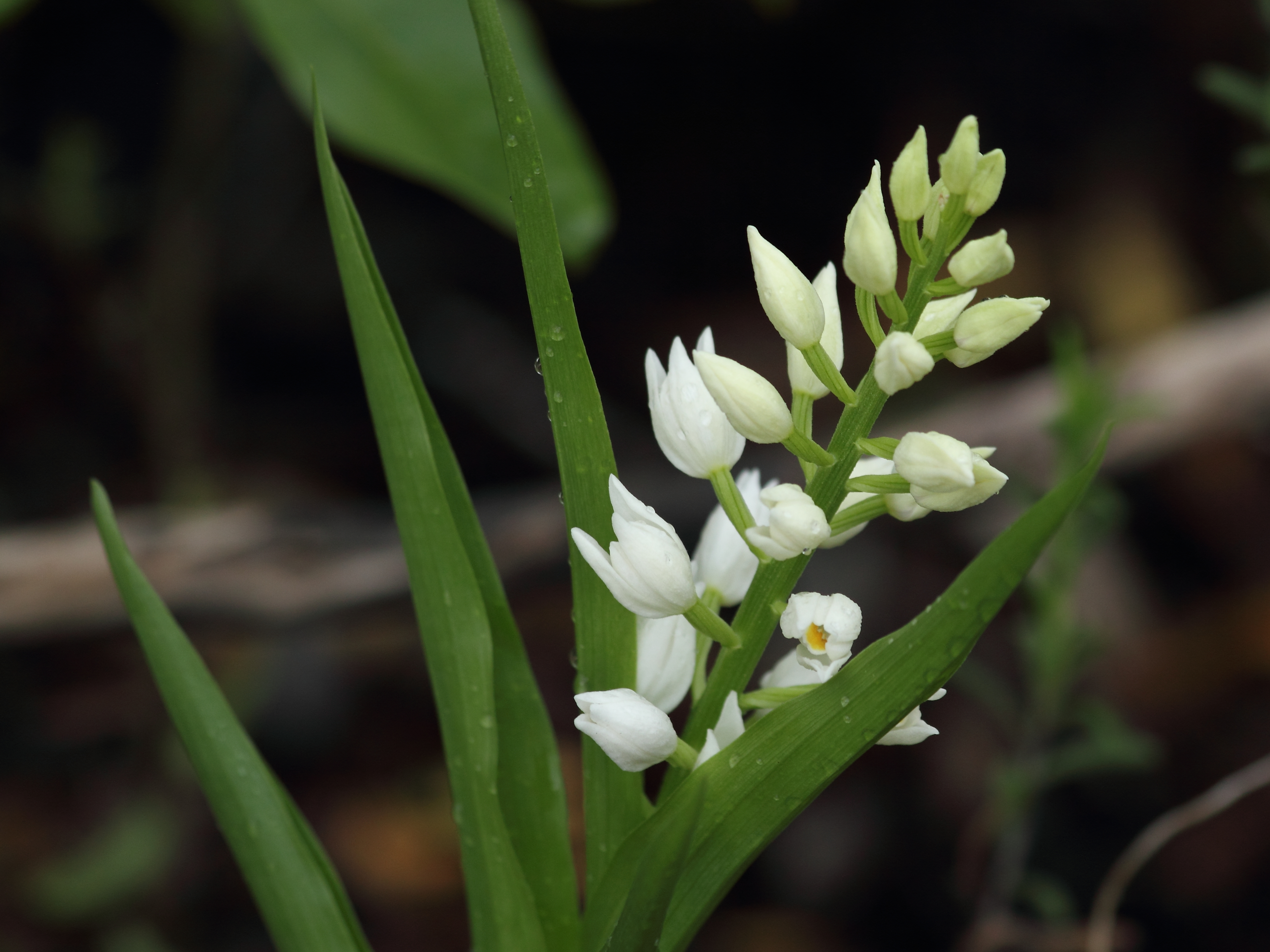
Buławnik mieczolistny
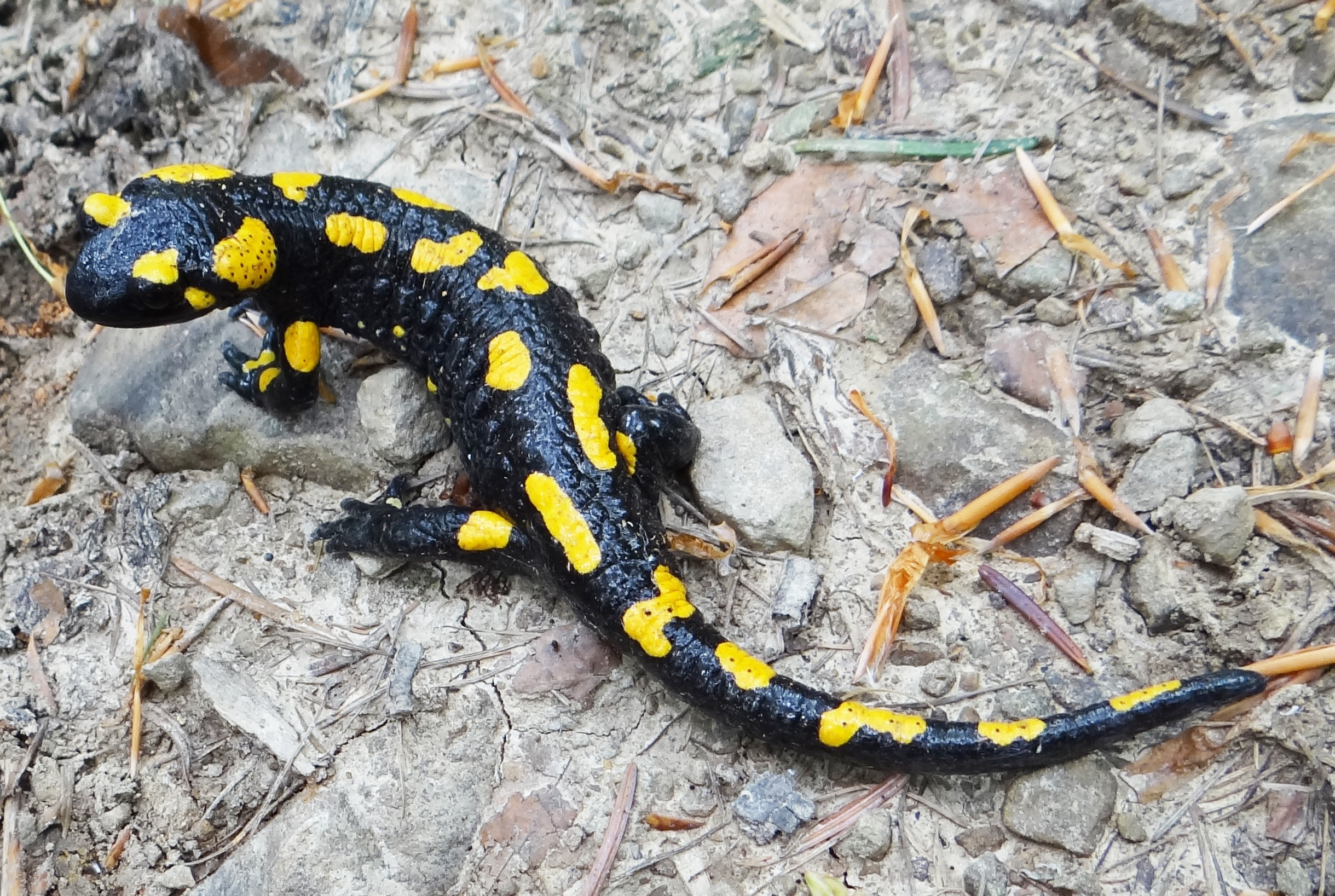
Salamandra plamista
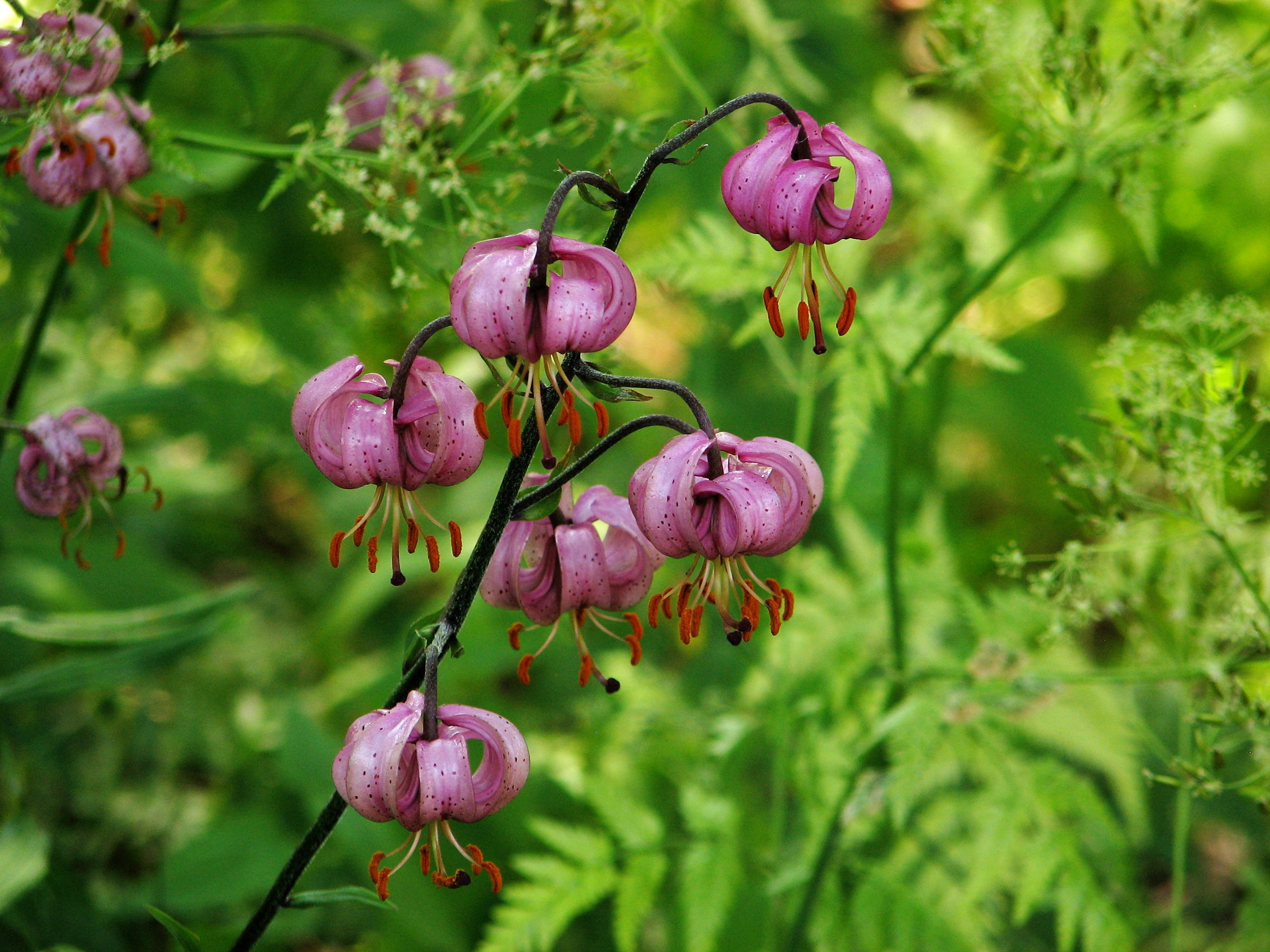
Lilia złotogłów
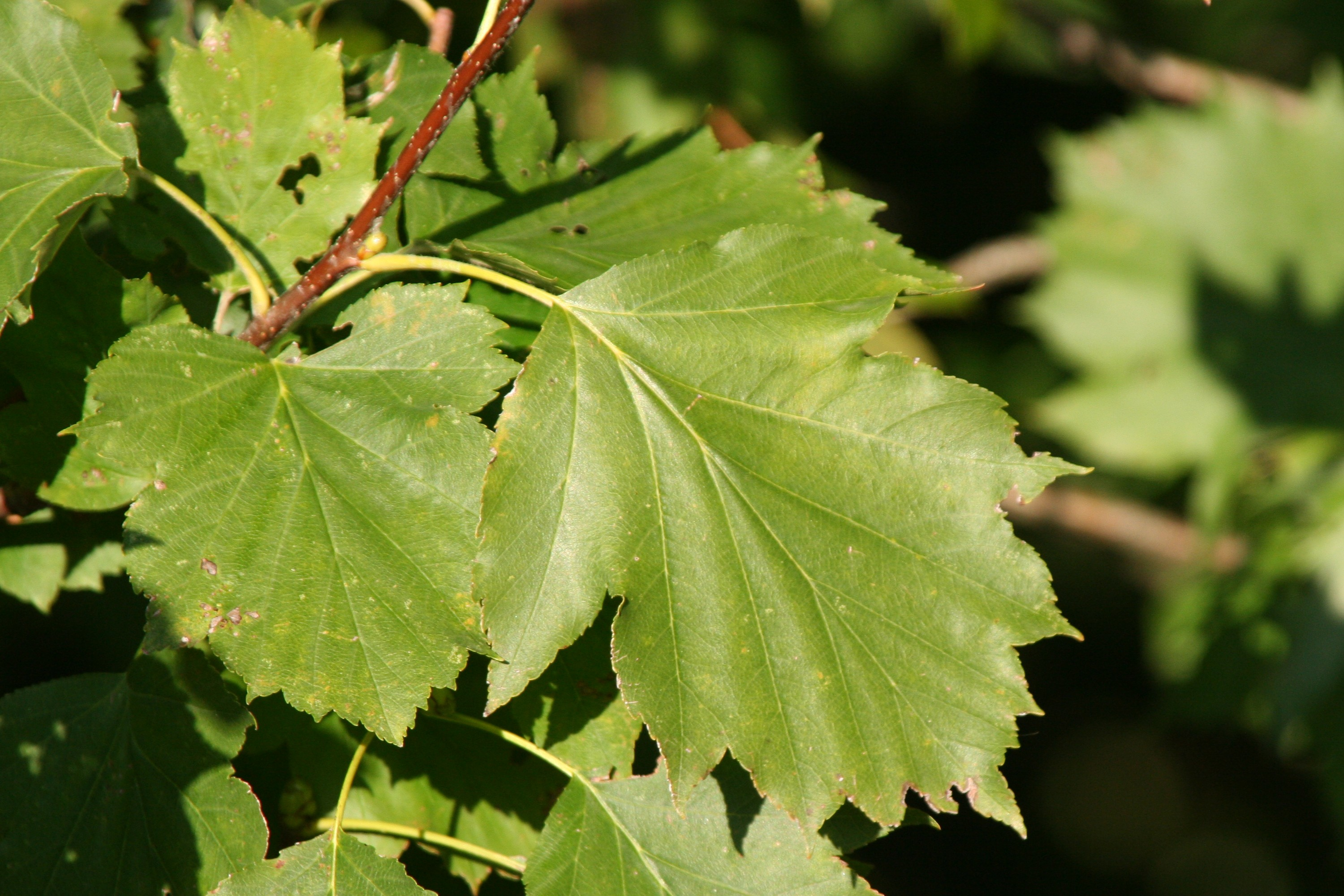
Brekinia (liście)